# Itame sulphuraria
Itame sulphuraria là một loài bướm đêm trong họ Geometridae.